# Boldog, Madžarska
Boldog je vas na Madžarskem, ki upravno spada pod podregijo Hatvani Županije Heves.